# Kiptopeke
Kiptopeke est une communauté non incorporée située dans le comté de Northampton, dans l’État de Virginie, aux États-Unis.

## Source
- (en) Cet article est partiellement ou en totalité issu de l’article de Wikipédia en anglais intitulé « Kiptopeke, Virginia » (voir la liste des auteurs).